# Weevil
Le Weevil (prononcer ouiveul) est une race d'alien récurrente dans la série anglaise Torchwood et qui réapparaît assez souvent au cours des deux premières saisons. Souvent assimilés à des animaux dangereux, les Weevils ont une figure simiesque aux dents acérés, capable de sauter sur un être humain et de le mordre à la jugulaire. Un peu comme les vampires dans la série Buffy contre les vampires, les Weevils sont les créatures « régulières » de la série, que les héros traquent de temps en temps. À cause de la faille dans l'espace-temps se trouvant dans Cardiff, les Weevils ont fait leur apparition dans notre monde. Assez agressifs et sans d'autres moyens de communication que des cris, les Weevils sont le terme générique que leur a donné l'Institut Torchwood.

## Caractéristiques
Dès l'épisode pilote de la série, Gwen Cooper observe un docteur se faire mordre à la jugulaire par un Weevil. Celui-ci sera récupéré par Torchwood 3 et enfermé dans les geoles à des fins d'étude. C'est dans cet épisode que le Capitaine Jack Harkness explique qu'ils sont de plus en plus agressifs et ce pour des raisons inconnues. Les Weevils ont un bas niveau d'intelligence, ont un langage composé de cris, mais ils peuvent communiquer par un bas niveau de télépathie et avoir une sensibilité au temps et peuvent même percevoir les distorsions dans l'espace temps. Très forts et très rapides, on ne sait pas s'ils attaquent pour tuer ou pour se nourrir. Ils semblent vivre en meute et avoir différents territoires définis, tels des nids.
Les Weevils sont à l'origine extra-terrestres mais toute une population, d'environ une centaine vit dans les bas-fonds de Cardiff tels les égouts ou les lieux désaffectés. De temps en temps l'un d'entre eux devient sauvage, repart à la surface et attaque les humains avec ses crocs. Sur le site de l'institut Torchwood il est raconté qu'une infestation de New York par des Weevils a eu lieu dans les années 1930, mais que cela avait été couvert par une rumeur racontant qu'il y a des crocodiles dans les égouts.
L'institut Torchwood a créé une sorte de "anti-Weevil spray" mais on apprend dans l'épisode Combat qu'ils ont développé une immunisation à ce spray, ce qui fait preuve d'une grande capacité d'adaptation. C'est dans cet épisode que l'on apprend que certains humains s'en servent afin de combattre dans des sortes de "Fight Club". Le gérant Mark Lynch théorise qu'il pourrait s'agir d'êtres humains du futur qui ont évolué vers une forme de rage pure. Un document sur le site web de Torchwood réfute cette théorie en expliquant qu'ils ne sont pas une espèce liée à la Terre. Cet épisode questionne aussi le droit de ces extra-terrestres par rapport aux humains.
Dans une scène supprimée de l'épisode Cadeaux grecs, on voit Jack Harkness enfermant une Weevil qu'il a trouvée en train d'enterrer ses enfants. Celle-ci sera surnommée plus tard "Janet" et aura un rôle important dans Combat et réapparaitra dans Alien mortel et Reset.
Les Weevils ont enfin une sorte de rapport étrange à la mort. Ils entretiennent par exemple une sorte de fascination/peur envers Owen lorsqu'il deviendra une sorte de non-vivant (Le Gant de la résurrection, La Faille)